# Rockallplateau

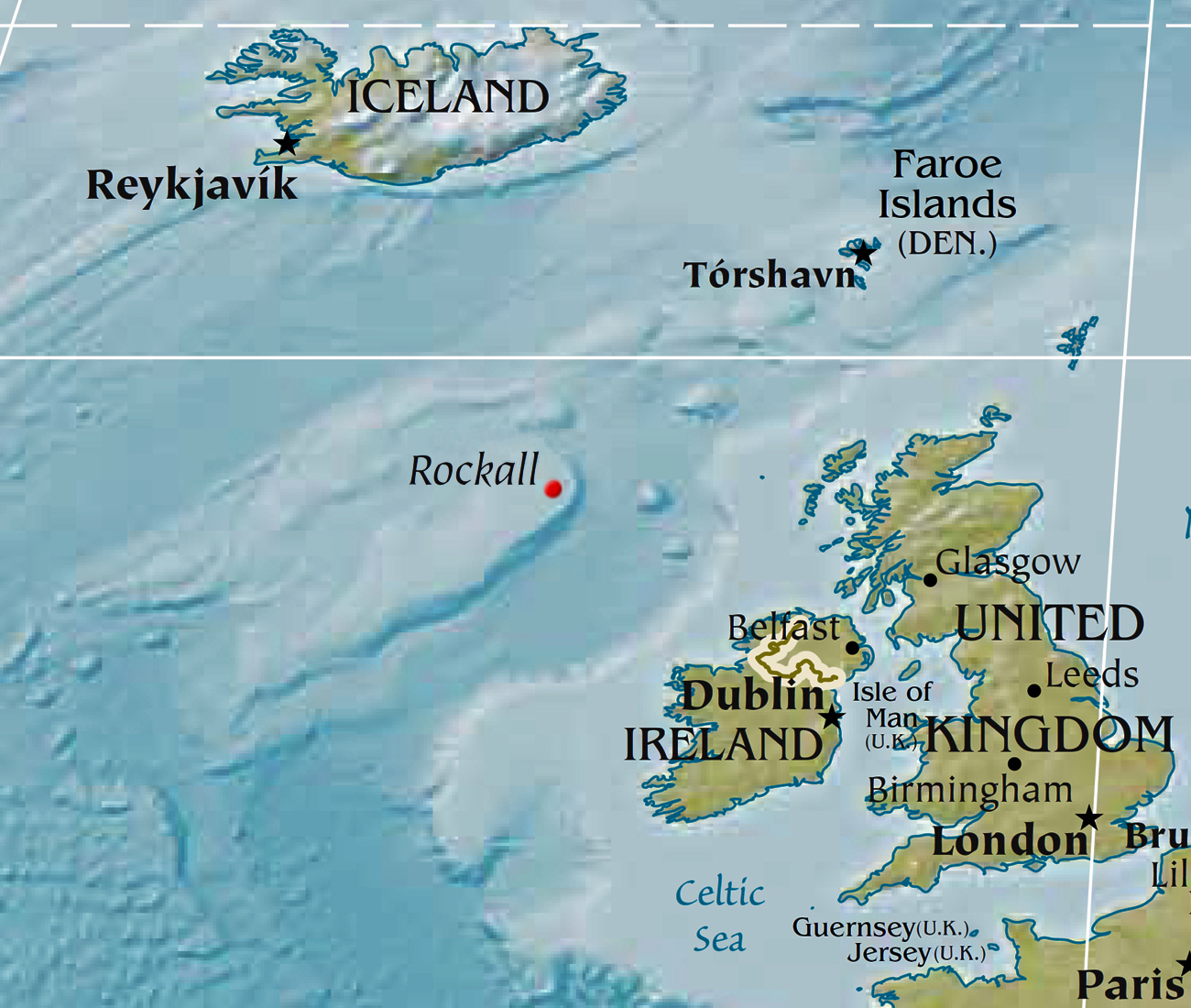
Het Rockallplateau en rood gemarkeerd het eiland Rockall

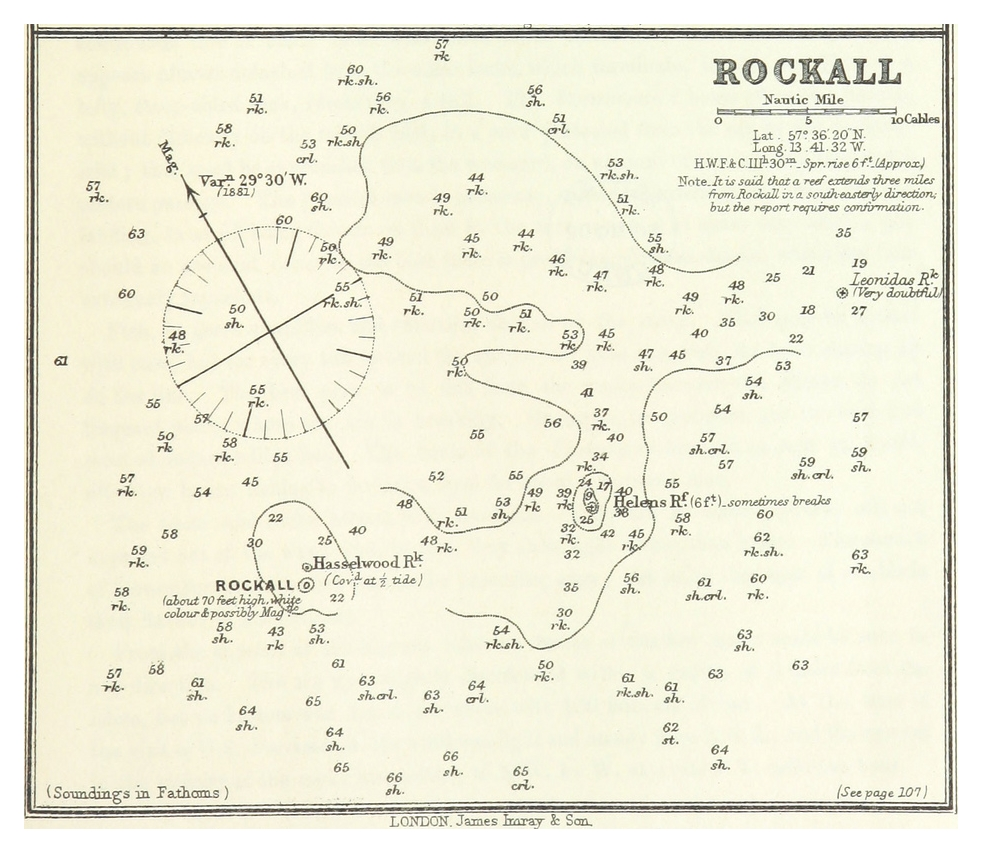
Fragment van een zeekaart uit 1884, met daarop ingetekend de ondiepten rond Rockall.

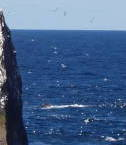
Golfpatronen rond Hasselwood rock (Links een randje van Rockall)

Het Rockallplateau is een oceanisch plateau in de Atlantische Oceaan, gelegen ongeveer halverwege Schotland en de Mid-Atlantische rug.

## Eigenschappen
De oriëntatie van het plateau is grofweg noordoost-zuidwest, en de afmetingen bedragen circa 450 bij 600 km; het oppervlak is haast zo groot als dat van Groot-Brittannië. Het plateau wordt gescheiden van het West-Europese continentaal plat door de circa 3 km diepe en 200–250 km brede Rockalltrog. Het noordoostelijke deel van het plateau is het hoogst gelegen, met enkele pieken die net boven water uit steken. De punt van een uitgedoofde vulkaan vormt het Britse onbewoonde rotseilandje Rockall, dat ruim 17 meter boven water uit steekt. Daarnaast zijn er Hasselwood Rock (200 meter ten noorden van Rockall) en Helen's Reef (2 km ten oostnoordoosten van Rockall): verraderlijke klippen die alleen op zeldzame momenten bij laag water zichtbaar worden, maar verder alleen te herkennen zijn aan de golfpatronen.
De noordoostelijke begrenzing van het plateau vormt de Wyville Thomsonrug. Deze vormt de grens met het dieper gelegen Faeröerplateau. De Wyville-Thomsonrug gaat aan de zuidoostkant van het plateau over in de steile Fenirug, die de grens vormt met de Rockalltrog. Naar het zuidwesten toe daalt het plateau geleidelijk en gaat uiteindelijk over in de abyssale vlakte van de Atlantische Oceaan.
Het Rockallplateau is in het midden wat dieper dan aan de randen, en bereikt een diepte tot bijna 1500 meter. Het verdiepte centrale gedeelte wordt wel het Hatton-Rockallbassin genoemd. Het hoogstgelegen deel van het Rockallplateau, aan de noordoostzijde, is de Rockallbank. De ondiepte langs de noordwestzijde van het plateau heet de Hattonbank. Verder zijn er nog talloze kleinere banken, die vernoemd zijn naar gebieden in Tolkien's Midden-aarde.

## Geologische geschiedenis en geologie
Geologisch onderzoek van de gesteenten van het Rockallplateau heeft aangetoond dat het gebied uit continentaal materiaal bestaat, en dus geen verhoogd deel van de oceaanbodem is. Algemeen wordt daarom aangenomen dat het Rockallplateau een microcontinent is, dat ontstond doordat 200 miljoen jaar geleden het supercontinent Laurazië begon te splijten, waarbij Noord-Amerika en Eurazië uiteen begonnen te drijven waardoor de Atlantische Oceaan ontstond. Dit wordt onder andere onderbouwd door het feit dat basalt dat in het zuidwesten van het Rockallplateau gevonden is, sterke overeenkomsten vertoont met die uit Groenland. Tussen 135 en 95 miljoen jaar geleden scheurde het Rockallplateau los van Europa, waarbij de Rockalltrog werd gevormd. Ongeveer 55 miljoen jaar geleden volgde de afsplitsing van Groenland en Noord-Amerika.
Te zien aan sporen van gletsjers en aan ontelbare schraapsporen van ijsbergen is aannemelijk dat het plateau in het Mesozoïcum lange tijd boven zeeniveau of net eronder heeft gelegen, en een eiland vormde zoals Groenland dat tegenwoordig is. Het is geleidelijk in zee gezonken, totdat het circa 65-55 miljoen jaar geleden weer boven water kwam te liggen vanwege thermische landstijging door grote vulkanische activiteit. Dit is ook de periode waarin de vulkaan ontstond die nu onder het eilandje Rockall ligt. Toen de Atlantische Oceaan verder verbreedde, zakte het plateau opnieuw onder water.
Het rotseiland Rockall en de omliggende klippen bestaan voornamelijk uit fijnkorrelig olivijnrijk gabbro. Doordat zich hierin veel ferromagnetische mineralen bevinden is er hier een magnetische anomalie waardoor scheepskompassen in het gebied tot zo'n 15 km afstand van het eiland onbetrouwbaar zijn.
Bij onderzoekingen in de jaren 70 is een vermoeden ontstaan dat de bodem van het Rockallplateau aardolie bevat. Momenteel wordt dit gebied niet geëxploiteerd, maar het is wel een reden voor conflicten over territoriale grenzen in dit gebied, tussen Ierland, het Verenigd Koninkrijk, IJsland en Denemarken (Faeröer).

## Natuur
Hoewel de Rockalltrog veel rijker is aan natuur dan het Rockallplateau zelf, zijn ook hier veel verschillende diersoorten te vinden. Zo worden er diepwaterkoralen gevonden, met name Lophelia pertusa. Het gebied is ook al eeuwenlang geliefd bij vissers om zijn visrijkdom. Vissoorten die er het meest voorkomen, zijn kabeljauw, schelvis, haring en leng.